# Premio Marcello Mastroianni

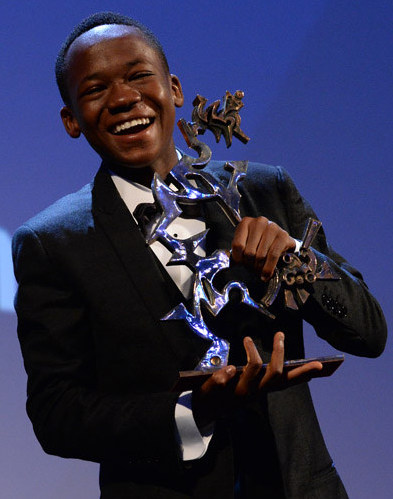
Abraham Attah nel 2015

Il premio Marcello Mastroianni è uno dei premi assegnati nell'ambito della Mostra internazionale d'arte cinematografica di Venezia, rassegna cinematografica lagunare nata nel 1932, istituito a partire dal 1998 in onore dell'attore italiano Marcello Mastroianni scomparso alla fine del 1996.
Il riconoscimento è nato per premiare un attore o un'attrice emergenti, e si accosta dunque alla "Coppa Volpi", il riconoscimento per la miglior interpretazione maschile e per la miglior interpretazione femminile.

## Albo d'oro

### Anni 1990
- 1998: Niccolò Senni – L'albero delle pere  ·   Italia
- 1999: Nina Proll – Nordrand - Borgo Nord (Nordrand)  ·   Austria

### Anni 2000
- 2000: Megan Burns – Liam  ·   Inghilterra
- 2001: Gael García Bernal e Diego Luna – Y tu mamá también - Anche tua madre (Y tu mamá también)  ·   Messico
- 2002: Moon So-ri – Oasis  ·   Corea del Sud
- 2003: Najat Benssallem – Raja  ·   Marocco
- 2004: Marco Luisi e Tommaso Ramenghi – Lavorare con lentezza  ·   Italia
- 2005: Ménothy Cesar – Verso il sud (Vers le Sud)  ·   Haiti
- 2006: Isild Le Besco – L'Intouchable  ·   Francia
- 2007: Hafsia Herzi – Cous cous (La Graine e le Mulet)  ·   Francia
- 2008: Jennifer Lawrence – The Burning Plain - Il confine della solitudine (The Burning Plain)  ·   Stati Uniti
- 2009: Jasmine Trinca – Il grande sogno  ·   Italia

### Anni 2010
- 2010: Mila Kunis – Il cigno nero (Black Swan)  ·   Stati Uniti
- 2011: Fumi Nikaidō e Shōta Sometani – Himizu  ·   Giappone
- 2012: Fabrizio Falco – Bella addormentata / È stato il figlio  ·   Italia
- 2013: Tye Sheridan – Joe  ·   Stati Uniti
- 2014: Romain Paul – Le Dernier Coup de marteau  ·   Francia
- 2015: Abraham Attah – Beasts of No Nation  ·   Ghana
- 2016: Paula Beer – Frantz  ·   Germania
- 2017: Charlie Plummer – Charley Thompson (Lean on Pete)  ·   Stati Uniti
- 2018: Baykali Ganambarr – The Nightingale  ·   Australia
- 2019: Toby Wallace – Babyteeth - Tutti i colori di Milla (Babyteeth)  ·   Australia

### Anni 2020
- 2020: Ruhollah Zamani – Figli del sole (Khoršid)  ·   Iran
- 2021: Filippo Scotti – È stata la mano di Dio  ·   Italia
- 2022: Taylor Russell – Bones and All  ·   Stati Uniti
- 2023: Seydou Sarr – Io capitano  ·   Senegal
- 2024: Paul Kircher – Leurs enfants après eux  ·   Francia